# Concrete Blondes
Concrete Blondes è un film del 2012 diretto da Nicholas Kalikow.
È una commedia d'azione statunitense con Tony Alcantar, Samaire Armstrong, Diora Baird e John Rhys-Davies.

## Trama
Denaro che scotta e regolamenti di conti con action inedito. Tre ragazze sensuali e coraggiose trovano una valigia piena di soldi (tre milioni di dollari canadesi) sulla scena di una sparatoria, pagamento mancato di una grossa partita di droga. Decidono di riciclare i soldi, ma devono fare i conti con uno spietato gangster che sarà a conoscenza della valigia e farà di tutto per ottenerla ostacolando le tre ragazze.

## Produzione
Il film, diretto da Nicholas Kalikow su una sceneggiatura di Nicholas Kalikow, Marshall Thomas, Rob Warren Thomas e Chris Wyatt, fu prodotto da Sean Covel per la CB Films North e la Sacred Bull Media e girato a Langley, Maple Ridge e Vancouver, in Canada con un budget stimato in 3.100.000 dollari.

## Distribuzione
Il film fu distribuito negli Stati Uniti nel 2012.